# Zimní stadion Ivana Hlinky
Le Zimní stadion Ivana Hlinky (stade d'hiver d'Ivan Hlinka en français), est une patinoire construite en 1955 à Litvínov en République tchèque.

## Présentation
Construite en 1955, rénovée et couverte 10 ans plus tard, l'enceinte change de nom en 2004 en l'honneur d'Ivan Hlinka, légende du hockey sur glace tchèque, intronisé au temple de la renommée de son pays en 2004 et à celui de l'IIHF en 2002, décédé accidentellement en 2004 à l'age de 54 ans.